# Silvia Costa
Silvia Costa (Pinar del Río, 4 de maio de 1963) é uma antiga atleta cubana, especialista em salto em altura.
Foi vice-campeã mundial ao ar livre em Estugarda 1993 e três vezes vice-campeã nos Jogos Pan-americanos. Detém o actual recorde da América com 2.04 m obtido em 1989.